# 富山中央郵便局
富山中央郵便局（とやまちゅうおうゆうびんきょく）は、富山県富山市にある郵便局。民営化前の分類では集配普通郵便局であった。

## 概要
住所：〒930-8799 富山県富山市桜橋通り6-6
2011年（平成23年）に、併設されていた郵便事業富山支店が移転し富山西支店となったが、当地の集配区は、富山南支店に移管された。

### 併設施設
- ゆうちょ銀行富山店（金沢支店富山出張所）：取扱店番号320010

### 分室
分室はなし。過去に存在した分室は以下のとおり。
- 同盟通信社富山支局内分室 - 1949年（昭和24年）3月31日に廃止[1]。
- 大和内分室 - 1963年（昭和38年）4月1日に廃止[2]。

## 沿革
- 1872年（明治5年）旧7月1日 - 富山西三番町に富山郵便役所（三等）として開設する[3][4][5][6]。
- 1873年（明治6年）7月 - 新川県庁が富山城址に移転し、富山郵便役所（二等）となる[3][4]。
- 1875年（明治8年）
  - 1月1日 - 富山郵便局（三等）となる[4]。
  - 1月2日 - 為替取扱を開始する[3][7]。
- 1877年（明治10年）7月1日 - 貯金取扱を開始する[3][7][8]。
- 1880年（明治13年）3月1日 - 西町に富山電信分局（ニ等局）を設立し、電信取扱を開始する[7][9]。
- 1883年（明治16年）3月1日 - 駅逓区編成法（明治16年2月15日本局梓規16第7号達）が施行され、当郵便局内に富山駅逓出張局を開設する[4][10][11]。富山駅逓出張局は越中国一円を管轄する[11]。
- 1885年（明治18年）
  - 5月31日 - 富山町の大火により局舎及び電信分局が焼失する[12][13]。これがため暫時覚正寺に仮局舎を設け、次いで旅籠町に移転する[12]。
  - 9月7日 - 明治18年農商務省告示第20号「郵便為替細則」第3条により、電信為替の取扱を開始する[14][15]。
- 1886年（明治19年）
  - 4月 - 富山駅逓出張局を廃止し、富山郵便局を二等に昇格する[12]。
  - 10月 - 越前町に局舎（木造二階建）が竣工する[16]。
- 1887年（明治20年）1月1日 - 富山郵便局と富山電信分局を合併し、富山郵便電信局（二等）となる[3][17]。
- 1888年（明治21年）
  - 10月20日 - 日本とフランス及びイタリア間における郵便為替事務の取扱を開始する[18]。
  - 12月26日 - 日本と英領香港との間における郵便為替事務の取扱を開始する[19]。
- 1889年（明治22年）
  - 4月27日 - 日本とドイツ国との間における郵便為替事務の取扱を開始する[20]。
  - 7月17日 - 富山郵便電信局を一等に昇格する[21][22]。同時に明治22年勅令第96号「郵便及電信局官制」第12条により、富山県内の郵便電信局、郵便局及び電信局の監督を行うこととなった[23][24]。
- 1893年（明治26年）
  - 3月1日 - 小包郵便の取扱を開始する[25]。
  - 11月10日 - 富山郵便電信局を二等に改定する[26]。
- 1895年（明治28年）1月1日 - 日本とドイツ国及び英領カナダとの間における小包郵便物の取扱を開始する[27]。
- 1896年（明治29年）10月1日 - 日本と英国との間における小包郵便物の取扱を開始する[28]。
- 1898年（明治31年）9月22日 - 日本とフランス及び同国経由の諸外国との間における小包郵便物の取扱を開始する[29]。
- 1899年（明治32年）
  - 8月12日 - 富山市の大火によって局舎が焼失する[30][31]。これがため、暫時七軒町に仮局舎を設け業務を行う[31]。ただし郵便物に異常はなかった[32]。
  - 12月11日 - 明治32年度予算に富山郵便電信局新築予算62,516円78銭5厘を追加しこれを公布する[33]。
- 1900年（明治33年）
  - 2月28日 - 明治33年度予算に富山郵便電信局27,363円75銭を追加しこれを公布する[34]。
  - 6月 - 新局舎着工[35]。
  - 9月15日 - 明治33年逓信省令第45号「郵便為替規則」第60条により、郵便為替金の居宅払を取扱う局に指定される[36]。
- 1901年（明治34年）11月23日 - 越前町に新局舎（煉瓦造2階建）が完成し、竣工式を挙行する[37][31][35][38]。
- 1902年（明治35年）
  - 3月 - 電報配達において自転車を採用する[39]。
  - 9月20日 - 富山市会が同市山王町の市有地300坪を当郵便局電話交換局敷地として寄附する[40]。
  - 11月 - 電話局舎が郵便局本館後方に完成する[41]。
- 1903年（明治36年）4月1日 - 通信官署官制の施行に伴い富山郵便局（二等）となる[3][31]。
- 1906年（明治39年）
  - 8月6日 - 電話加入申込の受理を開始する[42]。ただし、電話交換開始時期は未定[42]。
  - 12月1日 - 電話交換業務及び電話通話事務を開始する[43][44]。当初加入者は255名で[45]、同時に富山駅に公衆電話を設置した[46]。
- 1913年（大正2年）
  - 4月6日 - 長距離電話通話（大阪間）の業務を開始する[47][48]。
  - 6月13日 - 富山郵便局が一等に昇格する[31][49]。
  - 6月21日 - 電話交換方式を直列複式に改める[50]。
  - 11月5日 - 富山共進会郵便局の廃止に伴い、同局の業務を継承する[51]。
- 1914年（大正3年）11月 - 電信監督機を設置する[52]。
- 1916年（大正5年）6月11日 - 間送電報の取扱を開始する[53][54]。
- 1919年（大正8年）5月15日 - 富山郵便局は富山県内における郵便、電信、電話、為替、貯金及び簡易生命保険の現業監察の事務を掌るものとされる[55]。
- 1922年（大正11年）1月1日 - 電話監督機の使用を開始する[56]。
- 1923年（大正12年）1月25日 - 電報気送管を設置する[57]。
- 1929年（昭和4年）6月3日 - 電話分室局舎の建設を開始する[58]。
- 1930年（昭和5年）8月31日 - 富山市荒町に電話分室局舎（鉄筋コンクリート造3階建て）が竣工する[58]。
- 1931年（昭和6年）
  - 12月13日 - 電話分室の局舎において業務を開始する[31]。同時に自働式電話が開通する[58]。
  - 12月15日 - 自働式電話開通祝賀式を挙行した[59]。
- 1933年（昭和8年）11月1日 - 全回線において和文タイプライターを設置し、直接受信を開始する[60]。
- 1934年（昭和9年）
  - 1月28日 - 特殊集音函を設置する[60]。
  - 9月27日 - マニラ間における国際電話通話の取扱を開始する[61]。同地経由にて米国、カナダ、メキシコ等と通話が可能になった[62]（同年12月9日開始という情報もある[63]）。
- 1935年（昭和10年）4月15日 - 当郵便局に電話課、電信課を設置する[64]。
- 1939年（昭和14年）
  - 9月1日 - 同盟通信社富山支局内に分室を設置する[65]。
  - 7月1日 - 大阪天津有線連絡による日華電話通話を取扱う局となる[66]。
- 1940年（昭和15年）
  - 5月1日 - 昭和15年逓信省令第14号「同報無線電報規則」第2条により、同報無線電報の取扱を開始する[67][68]。
  - 6月15日 - 大阪上海無線連絡による日華北電話通話を取扱う局となる[69]。
- 1941年（昭和16年）
  - 2月1日 - 通信官署官制改正により等級制を廃止し、普通郵便局となる[31][70]。
  - 4月1日 - 昭和14年逓信省告示第1896号及び昭和15年逓信省告示第1621号を廃止し、東京大連有線連絡、大阪奉天有線連絡、大阪天津有線連絡及び大阪上海無線連絡による東亜電話通話を取扱う局となる[71]。
- 1943年（昭和18年）
  - 2月1日 - 昭和18年逓信省令第11号による「帝国ト帝国占領南方諸地域トノ間」（マカッサル間）における電話通話を取扱う局となる[72]。
  - 9月20日 - 昭和18年逓信省告示第75号を改正し、「帝国ト帝国占領南方諸地域トノ間」にマニラ間を加え、その電話通話を取扱う局となる[73]。
  - 12月1日 - 富山中野町郵便局、富山長柄町郵便局、富山木町郵便局、富山清水郵便局、富山柳町郵便局及び富山奥田郵便局の電信事務休止に伴い、その業務を承継する[74]。
- 1945年（昭和20年）
  - 8月2日 - 富山大空襲によって局舎が焼失する[75]。よって電話分室を間借りし、業務を行う[76]。職員は15名死亡し、6名が重軽傷を負った[77]。
  - 8月4日 - はがきの発売や保険料、郵便年金の払出し等を再開する[76]。
  - 8月12日 - 電報の受付を再開する[78]。ただし、業務上緊急を要するものに限定した[78]。
- 1946年（昭和21年）
  - 6月11日 - 富山市越前町から同桜橋通に移転する[79]。
  - 8月31日 - 富山郵便局の移転に伴い富山電気ビル内郵便局を廃止する[80]。
- 1947年（昭和22年）12月11日 - 電話課を富山電話局として独立させ、郵便局で取り扱う電話通話事務を除く電話事務を同局に移管する[81][82]。
- 1948年（昭和23年）12月 - 電信集信装置を設置する[83]。
- 1949年（昭和24年）
  - 2月21日 - 電信課を分離し、富山電信局を設置する[84][85]。
  - 3月31日 - 同盟通信社富山支局内分室を廃止する[1]。
  - 6月1日 - 富山電報局を設置する[86]。
- 1951年（昭和26年）9月1日 - 富山市西町の大和百貨店内に大和内分室を設置する[87]。
- 1953年（昭和28年）
  - 12月10日 - 新局舎落成を記念し小型記念通信日附印の使用を開始する[88]。
  - 12月12日 - 新局舎が完成する[89]。
  - 12月15日 - 新局舎の竣工式を行う[90]。
- 1954年（昭和29年）
  - 3月1日 - 電話通話事務の取扱を開始する[91]。
  - 4月1日 - 郵便振替貯金規則（昭和23年逓信省令第32号）第29条の2及び第75条[92]の規定による通知または照会を電話でする郵便局に指定される[93]。
  - 5月1日 - 大和内分室において電話通話および和文電報受付事務の取扱を開始する[94]。
  - 7月22日 - 旧計量法（昭和26年法律第207号）により当郵便局を計量器使用事業場に指定する[95]。
- 1956年（昭和31年）10月1日 - 和文電報受付事務の取扱を開始する[96]。
- 1958年（昭和33年）
  - 6月1日 - 赤田簡易郵便局において郵便振替、簡易生命保険及び郵便年金、石屋簡易郵便局において簡易生命保険及び郵便年金の取扱を廃止し、その業務を承継する[97][98]。
  - 10月10日 - 電信為替の業務の一部を富山電報局に移管する[99]。
- 1960年（昭和35年）9月1日 - 石屋簡易郵便局において郵便貯金の取扱を廃止し、その業務を承継する[100]。
- 1961年（昭和36年）12月1日 - 石屋簡易郵便局において郵便為替及び郵便為替の業務、神明簡易郵便局において郵便為替の取扱を廃止し、その業務を承継する[101][102]。
- 1963年（昭和38年）4月1日 - 大和内分室を廃止する[2]。
- 1966年（昭和41年）7月1日 - 郵便法第27条の2第1号により、料金の合計額を減額する郵便物の取扱を行う局に指定される[103]。
- 1968年（昭和43年）1月18日 - 局舎増築工事を完了し、完成式を行う[104]。
- 1971年（昭和46年）10月1日 - 自動車重量税印紙を売りさばく郵便局に指定される[105]。
- 1972年（昭和47年）8月4日 - 富山郵便局開局100周年記念碑（黒御影石製、『富山郵便発祥の地』が刻印）が地上本町の歩道街路樹に並んで設置され、除幕式が行われる[106]。
- 1982年（昭和57年）11月15日 - 小包の集荷扱を開始する[107]。
- 1986年（昭和61年）3月 - 日本海縦貫線を経由する鉄道郵便輸送（大阪青森線）が廃止[108]。
- 1987年（昭和62年）
  - 7月1日 - 富山中央郵便局と改称する[109]。
  - 8月24日 - 現局舎（鉄筋コンクリート造地上4階地下1階）で営業開始[110]。同建物は第20回富山県建築賞一般の部に入選している（施工は大林組、共立建設、林建設工業JV）[111]
  - 11月30日 - 初めて郵便貯金自動預払機を局外に設置し、大和内出張所を開設する[112]。
- 1990年（平成2年）5月1日 - アピア内出張所（郵便貯金自動預払機）を開設する[113]。
- 1992年（平成4年）8月3日 - 外国通貨の両替および旅行小切手の売買に関する業務取扱を開始する[114]。
- 2007年（平成19年）10月1日 - 民営化に伴い、併設された郵便事業富山支店、ゆうちょ銀行富山店、かんぽ生命保険富山支店に一部業務を移管。
- 2011年（平成23年）9月20日 - 併設する郵便事業富山支店が富山県富山市池多1602-10に移転、同時に郵便事業富山西支店に改称[115][116]。これに代わり、当建物内に郵便事業富山南支店富山駅前分室を新たに設置。
- 2012年（平成24年）10月1日 - 日本郵便株式会社の発足に伴い、郵便事業富山南支店が富山南郵便局に統合され、富山駅前分室は富山南郵便局の管轄となる。
- 2016年（平成28年）11月28日 - 併設するかんぽ生命保険富山支店が富山県富山市新桜町2-21 MKD.9富山ビルに移転[117]。
- 2019年（平成31年）4月1日 - 富山南郵便局富山駅前分室ゆうゆう窓口を廃止[118]。

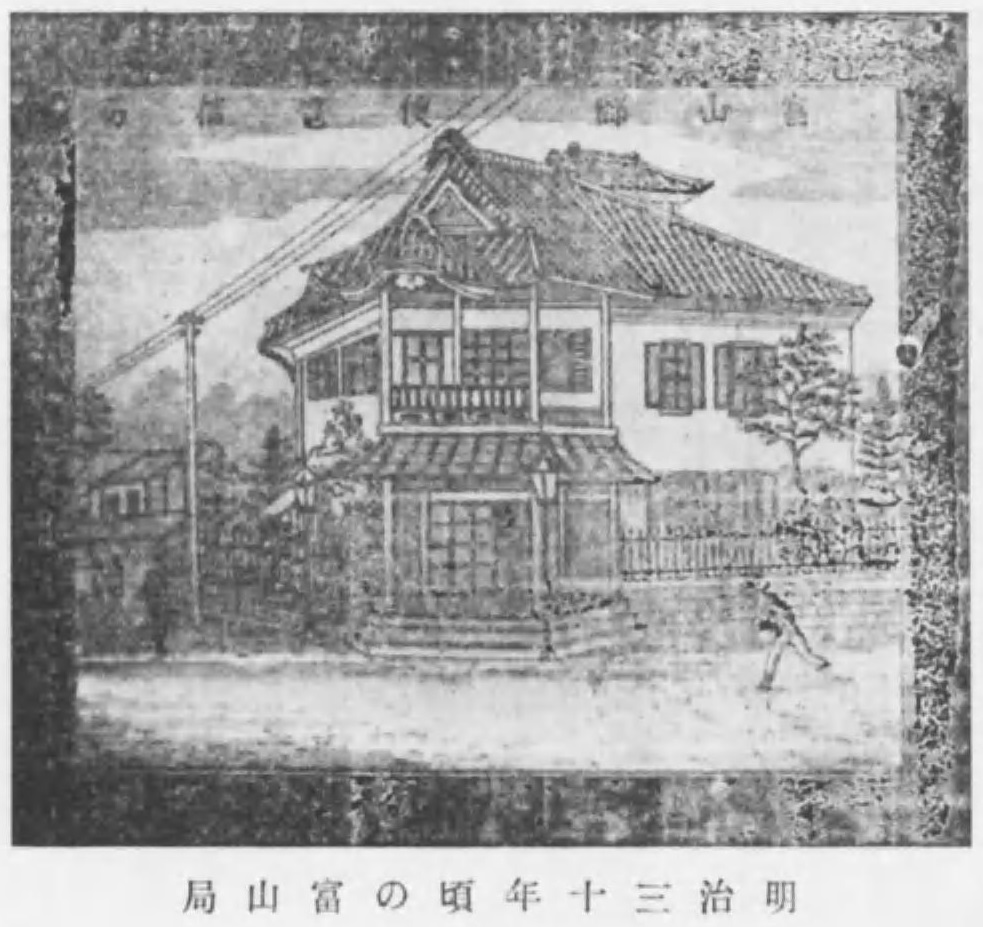
1897年（明治30年）頃の富山郵便電信局
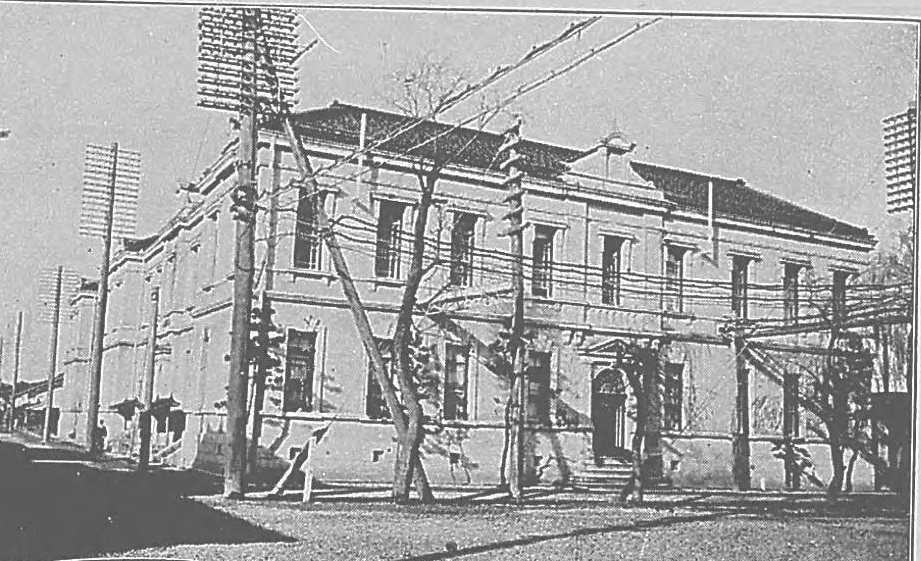
1901年（明治34年）竣工の富山郵便局局舎
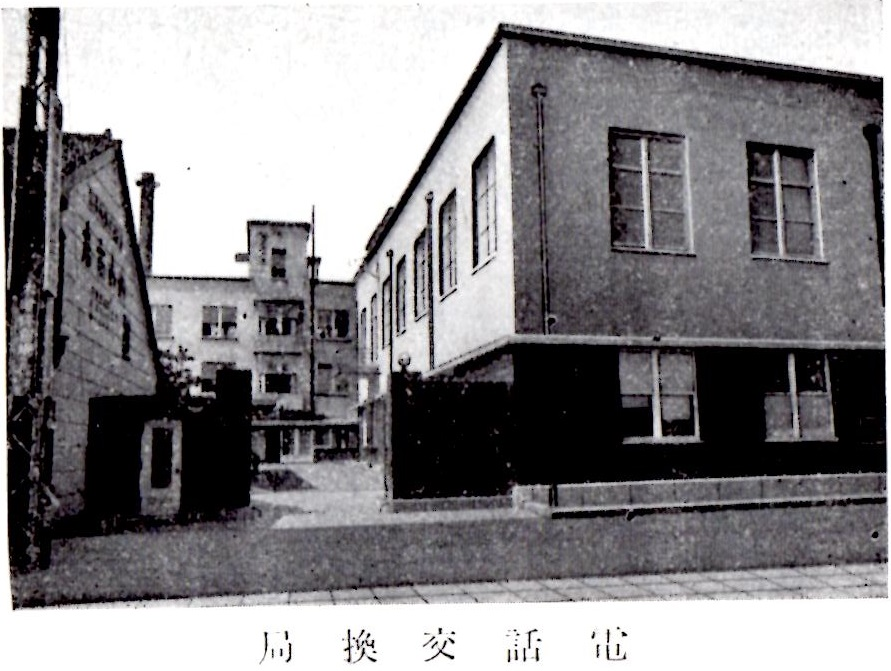
1931年（昭和6年）竣工の富山郵便局電話分室（吉田鉄郎設計[119]）
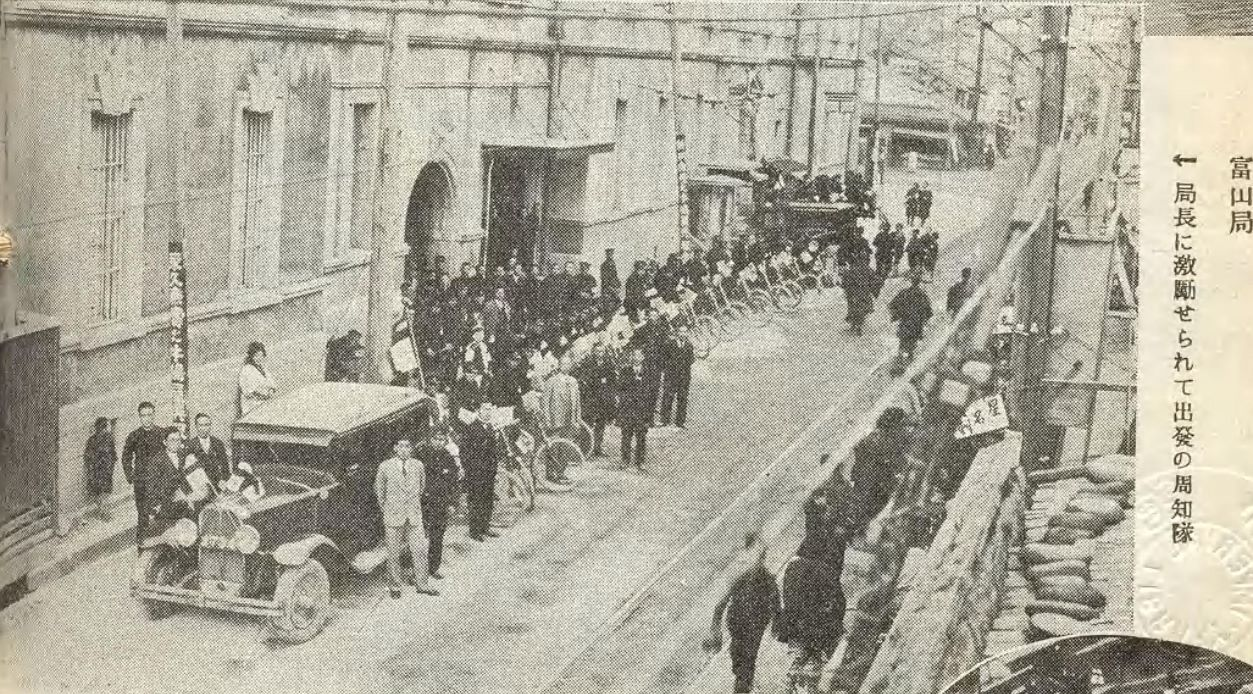
1934年（昭和9年）4月20日の第一回逓信記念日における富山郵便局
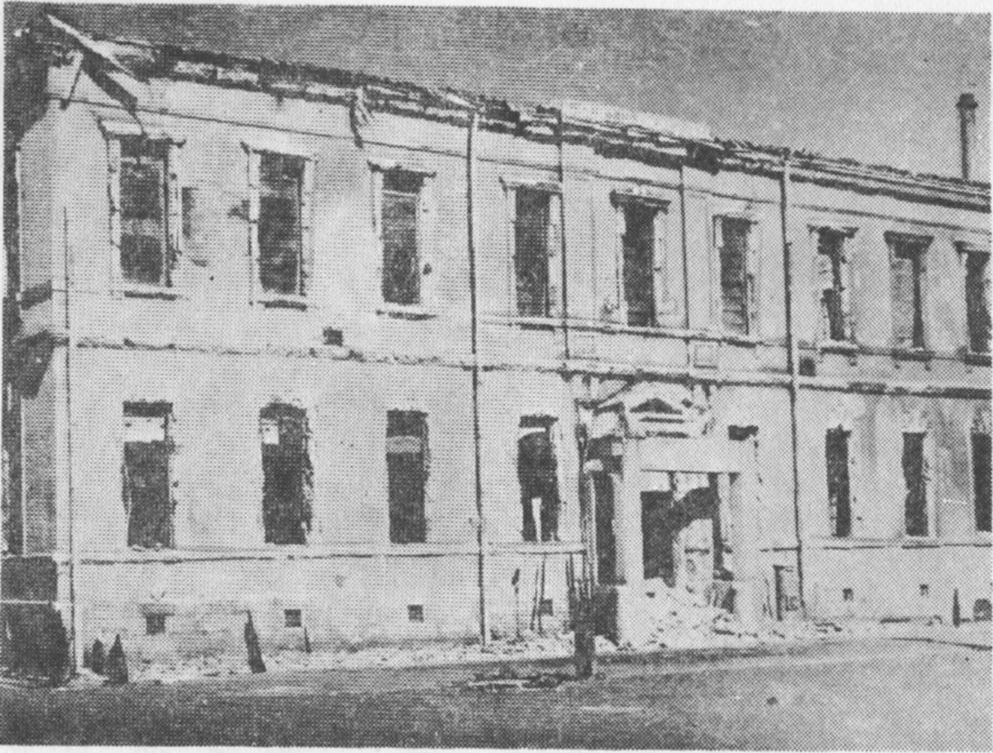
1945年（昭和20年）の空襲により全焼した富山郵便局
1953年（昭和28年）完成の局舎（1962年（昭和37年）頃）

## 取扱内容

### 富山中央郵便局
- 郵便、印紙、ゆうパック、内容証明
- 生命保険、バイク自賠責保険、自動車保険、がん保険、引受条件緩和型医療保険 - 平日18時まで営業。

### ゆうちょ銀行富山店
- 貯金、貸付、為替、振替、振込、国際送金、外貨両替、国債、投資信託、確定拠出年金、変額年金保険 - 平日18時まで営業。
- ATM

## 周辺
- 富山県庁
- 富山市役所
- 富山中央警察署
- 富山地方鉄道本社（地鉄ビル）
- 富山地鉄ゴールデンボウル

## アクセス
- JR富山駅から東へ徒歩約5分
- 富山地方鉄道富山軌道線 地鉄ビル前電停からすぐ
- 地鉄バス 地鉄ビル前停留所もしくは名鉄トヤマホテル前停留所下車
- まいどはや（コミュニティバス） 富山駅地鉄ビル前停留所下車
- 北陸自動車道 富山ICから北へ約5km
- 駐車場あり：20台